# Yıldırım Demirören
Yıldırım Demirören, född 1964 i Istanbul i Turkiet, är sedan 27 februari 2012 president för Turkiets Fotbollsförbund. Han har tidigare varit president i klubblaget Beşiktaş.